# 第53回東京盃
第53回東京盃（だい53かい とうきょうはい）は、2019年10月2日に大井競馬場で施行された地方競馬の重賞競走（ダートグレード競走 外回り1200m, JpnII）である。
コパノキッキングが優勝。優勝騎手の藤田菜七子が初の重賞勝利を果たし、JRA所属の女性騎手として史上初の重賞勝利、並びに日本の女性騎手として初めてダートグレード競走勝利を記録した。

## レース施行前の状況

### 各馬の状況

#### 日本中央競馬会 (JRA)所属
| 所属 | 馬名             | 前走 | 前走 | 前走     | 前走                       | 前走 | 実績  | 実績                   | 実績 | 出典  |
| 所属 | 馬名             | 月日 | 開催 | 格       | レース名                   | 着順 | 格    | レース名               | 着順 | 出典  |
| ---- | ---------------- | ---- | ---- | -------- | -------------------------- | ---- | ----- | ---------------------- | ---- | ----- |
| 栗東 | グランドボヌール | 8.14 | 佐賀 | JpnIII   | サマーチャンピオン         | 1着  | GIII  | 中京記念               | 5着  | [ 3 ] |
| 栗東 | コパノキッキング | 8.12 | 盛岡 | JpnIII   | クラスターカップ           | 3着  | GI    | フェブラリーステークス | 5着  | [ 4 ] |
| 栗東 | サクセスエナジー | 9.12 | 浦和 | JpnIII   | テレ玉杯オーバルスプリント | 5着  | JpnII | さきたま杯             | 1着  | [ 5 ] |
| 栗東 | ニホンピロタイド | 4.13 | 阪神 | 1600万下 | 陽春ステークス             | 1着  | GIII  | きさらぎ賞             | 10着 | [ 6 ] |
| 栗東 | ヒザクリゲ       | 8.14 | 佐賀 | JpnIII   | サマーチャンピオン         | 2着  |       |                        |      | [ 7 ] |

JRA所属の競走馬は5頭が出走した。
断然の注目を集めたのは、藤田菜七子を鞍上に配するコパノキッキングが同騎手に初の重賞勝利をもたらせるか否かであった。2018年のカペラステークスを柴田大知で、続く2019年根岸ステークスをオイシン・マーフィーで制したコパノキッキングは、GI・フェブラリーステークスで藤田とコンビを組み5着となった。前走のクラスターカップは岩田康誠、武豊とベテラン勢の前に3着に敗れたが、秋の大目標JBCスプリントの前哨戦も引き続き藤田とのコンビが継続となった。
藤田 - コパノキッキングコンビが注目を集めるなかで他のJRA勢はやや小粒となり、さきたま杯、かきつばた記念、黒船賞で重賞3勝を記録しているサクセスエナジー、前走サマーチャンピオンで未勝利戦以来のダート替わりで重賞初制覇を挙げたグランドボヌールを含めた3頭が重賞馬。残る2頭はオープンに昇級したばかりのニホンピロタイドと、オープン昇級2戦目、前走サマーチャンピオンで2着となったヒザクリゲが出走した。

#### 地方競馬所属
| 所属 | 馬名               | 前走 | 前走 | 前走     | 前走                               | 前走 | 実績     | 実績                   | 実績 | 出典  |
| 所属 | 馬名               | 月日 | 開催 | 格・条件 | レース名                           | 着順 | 格・条件 | レース名               | 着順 | 出典  |
| ---- | ------------------ | ---- | ---- | -------- | ---------------------------------- | ---- | -------- | ---------------------- | ---- | ----- |
| 浦和 | ブルドッグボス     | 9.12 | 浦和 | JpnIII   | テレ玉杯オーバルスプリント         | 6着  | JpnIII   | クラスターカップ       | 1着  | [ 9 ] |
| 大井 | イノデライト       | 9.5  | 川崎 | B1下特   | 第52回伊勢原観光道灌まつり開催記念 | 1着  |          |                        |      | [ 9 ] |
| 大井 | エイシンユニコーン | 9.18 | 大井 | B2       | （一般戦）                         | 14着 | B2       | 紅梅賞                 | 1着  | [ 9 ] |
| 大井 | ゴーディー         | 9.19 | 大井 | OP       | マイルグランプリトライアル         | 14着 | SIII     | サンタアニタトロフィー | 1着  | [ 9 ] |
| 大井 | ショコラブラン     | 8.12 | 盛岡 | JpnIII   | クラスターカップ                   | 6着  | JpnIII   | 北海道スプリントカップ | 2着  | [ 9 ] |
| 大井 | ポッドギル         | 6.25 | 大井 | SII      | 優駿スプリント                     | 4着  | SII      | ユングフラウ賞         | 1着  | [ 9 ] |
| 大井 | マイネルルークス   | 9.19 | 大井 | B1下特   | 爽秋賞                             | 14着 | B1B2     | SEGAスターホース賞     | 1着  | [ 9 ] |
| 大井 | マッチレスヒーロー | 4.10 | 大井 | JpnIII   | 東京スプリント                     | 6着  | OP       | コーラルステークス     | 2着  | [ 9 ] |
| 大井 | クルセイズスピリツ | 8.28 | 大井 | SIII     | アフター5スター賞                  | 8着  | SII      | 優駿スプリント         | 1着  | [ 9 ] |
| 船橋 | キャンドルグラス   | 8.28 | 大井 | SIII     | アフター5スター賞                  | 2着  | SIII     | フジノウェーブ記念     | 2着  | [ 9 ] |

地方競馬所属の競走馬は全頭南関東組で、地元大井勢が8頭の他浦和と船橋から各1頭出走した。
NARグランプリ年度代表馬のキタサンミカヅキ不在の中、地方勢の総大将格は10頭の中で実績最右翼の浦和のブルドッグボス。2017年のクラスターカップを制している他、JRA所属時代にオープンを3勝しており、JBCスプリントでも3着に好走している。7歳となった今年は夏場に道営に移籍し北海道・東北を転戦。浦和に戻ってきた前走のテレ玉杯オーバルスプリントは6着と、実に1年半もの間勝利から遠ざかっていた。
これに続くのが、重賞であと一歩というレースが続く船橋のキャンドルグラス。前走アフター5スター賞でキタサンミカヅキの2着に好走した際の赤岡修次とのコンビ継続もあって、単勝オッズではブルドッグボスや中央馬ニホンピロタイドを上回る地方馬1番人気（全体5番人気）に支持された。北海道スプリントカップでニシケンモノノフから4馬身離された2着になった経験を持つショコラブランや優駿スプリントに勝利したクルセイズスピリツ、アングロアラブの血を引く2012年と2017年のサンタアニタトロフィーを2勝している11歳の大ベテラン馬ゴーディーらも集まった。

## 出走馬と枠順
| 枠番 | 馬番 | 競走馬名 | 競走馬名           | 性齢 | 斤量 | 騎手 | 騎手       | 調教師 | 調教師     | 単勝   | 単勝 |
| 枠番 | 馬番 | 所属     | 馬名               | 性齢 | 斤量 | 所属 | 氏名       | 所属   | 氏名       | オッズ | 人気 |
| ---- | ---- | -------- | ------------------ | ---- | ---- | ---- | ---------- | ------ | ---------- | ------ | ---- |
| 1    | 1    | JRA      | ニホンピロタイド   | 牡4  | 56   | JRA  | 幸英明     | JRA    | 大橋勇樹   | 16.3   | 6    |
| 2    | 2    | JRA      | コパノキッキング   | 騸4  | 56   | JRA  | 藤田菜七子 | JRA    | 村山明     | 1.5    | 1    |
| 2    | 3    | 大井     | ポッドギル         | 牝3  | 52   | 大井 | 笹川翼     | 大井   | 鈴木啓之   | 335    | 11   |
| 3    | 4    | 大井     | ショコラブラン     | 牡7  | 56   | 金沢 | 吉原寛人   | 大井   | 藤田輝信   | 45.6   | 8    |
| 3    | 5    | 大井     | イノデライト       | 牡6  | 56   | 船橋 | 張田昴     | 大井   | 佐宗応和   | 489    | 12   |
| 4    | 6    | 大井     | マッチレスヒーロー | 牡8  | 56   | 大井 | 的場文男   | 大井   | 橋本和馬   | 304    | 9    |
| 4    | 7    | 船橋     | キャンドルグラス   | 牡8  | 56   | 高知 | 赤岡修次   | 船橋   | 川島正一   | 14.1   | 5    |
| 5    | 8    | 大井     | エイシンユニコーン | 牡5  | 56   | 大井 | 東原悠善   | 大井   | 久保田信之 | 775    | 13   |
| 5    | 9    | JRA      | ヒザクリゲ         | 牝4  | 54   | JRA  | 横山典弘   | JRA    | 牧浦充徳   | 5.3    | 2    |
| 6    | 10   | 大井     | マイネルルークス   | 牡9  | 56   | 大井 | 松崎正泰   | 大井   | 久保田信之 | 833    | 14   |
| 6    | 11   | JRA      | サクセスエナジー   | 牡5  | 57   | JRA  | 松山弘平   | JRA    | 北出成人   | 11.2   | 4    |
| 7    | 12   | 浦和     | ブルドッグボス     | 牡7  | 56   | 大井 | 御神本訓史 | 浦和   | 小久保智   | 38.6   | 7    |
| 7    | 13   | JRA      | グランドボヌール   | 牡5  | 56   | JRA  | 和田竜二   | JRA    | 鈴木孝志   | 7.3    | 3    |
| 8    | 14   | 大井     | クルセイズスピリツ | 牡4  | 56   | 川崎 | 山崎誠士   | 大井   | 荒井朋弘   | 326    | 10   |
| 8    | 15   | 大井     | ゴーディー         | 牡11 | 56   | 大井 | 安藤洋一   | 大井   | 赤嶺本浩   | 891    | 15   |

## レース結果

### レース内容
スタート直後から、ポッドギルやキャンドルグラス、クルセイズスピリツ、コパノキッキングがハナを主張、しかしポッドギルとキャンドルグラスが控えて、クルセイズスピリツとコパノキッキングがハナ争いし、第3コーナーを回る時にはコパノキッキングがハナを奪取した。後方ではグランドボヌールが7番手、ブルドッグボスが8番手に位置した。各馬最終コーナー入り口には追い出しはじめ、先頭のコパノキッキングの後方2馬身離れた2番手にサクセスエナジー、ショコラブランは3番手、ブルドッグボスは7番手から最後の直線に入った。後方の馬が追い込みを開始したものの、先頭のコパノキッキングが差を広げて決勝線では後方に4馬身広げて1着となった。その0.8秒離れたのちに後方から追いこんだブルドッグボスが2着に入った。

### レース結果
| 着順 | 枠番 | 馬番 | 所属    | 競走馬名           | タイム | 着差  | 人気 | オッズ |
| ---- | ---- | ---- | ------- | ------------------ | ------ | ----- | ---- | ------ |
| 1着  | 2    | 2    | JRA栗東 | コパノキッキング   | 1:10.7 |       | 1    | 1.5    |
| 2着  | 7    | 12   | 浦和    | ブルドッグボス     | 1:11.5 | 4     | 7    | 38.6   |
| 3着  | 6    | 11   | JRA栗東 | サクセスエナジー   | 1:11.6 | 3/4   | 4    | 11.2   |
| 4着  | 3    | 4    | 大井    | ショコラブラン     | 1:11.8 | 1.1/4 | 8    | 45.6   |
| 5着  | 4    | 7    | 船橋    | キャンドルグラス   | 1:11.9 | クビ  | 5    | 14.1   |
| 6着  | 1    | 1    | JRA栗東 | ニホンピロタイド   | 1:12.5 | 3     | 6    | 16.3   |
| 7着  | 4    | 6    | 大井    | マッチレスヒーロー | 1:12.6 | クビ  | 9    | 304    |
| 8着  | 5    | 9    | JRA栗東 | ヒザクリゲ         | 1:13.3 | 3.1/2 | 2    | 5.3    |
| 9着  | 8    | 14   | 大井    | クルセイズスピリツ | 1:13.4 | 3/4   | 10   | 326    |
| 10着 | 7    | 13   | JRA栗東 | グランドボヌール   | 1:13.5 | クビ  | 3    | 7.3    |
| 11着 | 8    | 15   | 大井    | ゴーディー         | 1:13.5 | クビ  | 15   | 891    |
| 12着 | 2    | 3    | 大井    | ポッドギル         | 1:13.6 | クビ  | 11   | 335    |
| 13着 | 3    | 5    | 大井    | イノデライト       | 1:13.7 | 1/2   | 12   | 489    |
| 14着 | 5    | 8    | 大井    | エイシンユニコーン | 1:14.7 | 5     | 13   | 775    |
| 15着 | 6    | 10   | 大井    | マイネルルークス   | 1:15.5 | 4     | 14   | 833    |

#### 配当
| 単勝   | 2           | 150円    |
| 複勝   | 2           | 110円    |
| 複勝   | 7           | 390円    |
| 複勝   | 12          | 260円    |
| 枠連   | 2 - 7       | 420円    |
| 馬連   | 2 - 12      | 1,750円  |
| ワイド | 2 - 12      | 110円    |
| ワイド | 2 - 11      | 390円    |
| ワイド | 11 - 12     | 260円    |
| 枠単   | 2 → 7       | 540円    |
| 馬単   | 2 → 12      | 2,110円  |
| 3連複  | 2 - 11 - 12 | 2,870円  |
| 3連単  | 2 → 12 → 11 | 10,950円 |

## エピソード

### コパノキッキング
重賞は、2018年カペラステークス、2019年根岸ステークスに続いて3勝目。

### 藤田菜七子
- 重賞24度目の挑戦で、重賞初制覇。またJRA女性騎手として史上初の交流重賞制覇を果たした[1]。藤田は「大井の直線がこんなに長く感じたのは初めて。すごくホッとした気持ちと、とてもうれしい気持ちです」と振り返り、逃げたことについては「最後の最後まで迷ったが、今日のメンバーなら逃げてもいいと考えていた。未勝利、500万下の時も逃げて勝っているので、こういう馬だと決めつけないようにしていた」とした[11]。今後の展望として「たくさんの馬に乗せてもらい、勝てたはずのレースもあるので、もちろん満足していません。まだまだなので、向上心を持って乗っていきたい」とした[11]。
- 2016年4月10日の福島競馬場で初勝利をした後のウィナーズサークルでの涙以来、2度目の涙を3年ぶりにウィナーズサークルにて流した。「ファンの方々から本当にたくさんの“おめでとう”をかけてもらって。それが凄くうれしくて…」と語った[1]。

### 小林祥晃（Dr.コパ）
- 「今日は馬も菜七子も風水的に運も良かった。だから、いつもは指示するけど『好きに乗れ』と言った。今日は100点満点です。本当に強かった。次はJBC、行っちゃおうかな」と発言した[11]。

## 記録
- 売上金額は10億3744万7200円となり、2018年の7億6988万9000円を更新する東京盃の売得金レコードとなった[12]。
- 開催当日の売上金額も23億5048万670円となり、1990年の22億3532万4300円を超えてレコードとなった[12]。
- 大井競馬場の入場者数は2018年比123.6％の9144人を記録した[12]。